# Gin and Juice
A Gin and Juice egy híresebb szám Snoop Dogg Doggystyle albumáról. A 100 Greatest Rap Songs toplistában a 69. helyet szerezte meg.
A producer Dr. Dre, a vokált Dat Nigga Daz, Jewell, Heney Loc és Sean „Barney” Thomas adja. A refrénje Slave Watching You című szám refrénjére emlékeztet, zenéje pedig George McCrae I Get Lifted című zeneszáma zenéjére hasonlít.

## Érdekesség a videóklipben
A klipben Snoop egy bicikli elején ül és úgy hajtanak, majd később ütköznek egy autóval, amit B.G. Knocc Out és Gangsta Dresta vezet. Ez is utalás volt a két lemezkiadó (a Death Row és a Ruthless) rivalizálására.